# Conophytum cupreiflorum
Conophytum cupreiflorum är en isörtsväxtart som beskrevs av Tisch.. Conophytum cupreiflorum ingår i släktet Conophytum, och familjen isörtsväxter. Inga underarter finns listade i Catalogue of Life.